# Jugador Más Deportivo de la NBA
El Premio al Jugador Más Deportivo de la NBA (NBA Sportsmanship Award o Joe Dumars Trophy, por ser el primer ganador) es un premio anual otorgado por la NBA desde 1996 al jugador más deportivo, de mejor conducta y juego limpio en la pista. El premio es semejante al Kim Perrot Sportsmanship Award, galardonado por la WNBA desde la fundación de la liga en 1997. Ambos premios son casi comparables al Trofeo Lady Byng de la NHL, aunque a diferencia de este, ningún premio demanda excelencia en el juego.
Cada año, los 30 equipos de la NBA nominan a uno de sus jugadores para competir por el galardón. De esos 30, 6 jugadores, uno por división, son seleccionados por un grupo como los Jugadores Más Deportivos de división. Al final de la temporada regular, los jugadores de la NBA realizan su voto; 11 puntos por el primer lugar, 9 por el segundo, 7 por el tercero, 5 por el cuarto, 3 por el quinto y uno por el sexto. El jugador con mayor suma de puntos totales, sin importar los votos de primera plaza, es el ganador del premio. El vencedor recibe el Trofeo Joe Dumars, nombrado en honor al antiguo jugador de Detroit Pistons y ganador inaugural del premio.
Desde su creación, solo Grant Hill, Jason Kidd, Kemba Walker, Jrue Holiday y Mike Conley lo han ganado en más de una ocasión. Conley consiguió su cuarto premio en 2023, mientras que Hill logró su tercer premio en 2010. Mientras que dos equipos tienen a varios jugadores como ganadores de este trofeo (San Antonio Spurs y Memphis Grizzlies son los que más, con tres). Joe Dumars, David Robinson y Grant Hill son los únicos ganadores del premio que han sido incluidos en el Basketball Hall of Fame. Luol Deng, y Patty Mills son los únicos extranjero de esta lista.

## Ganadores

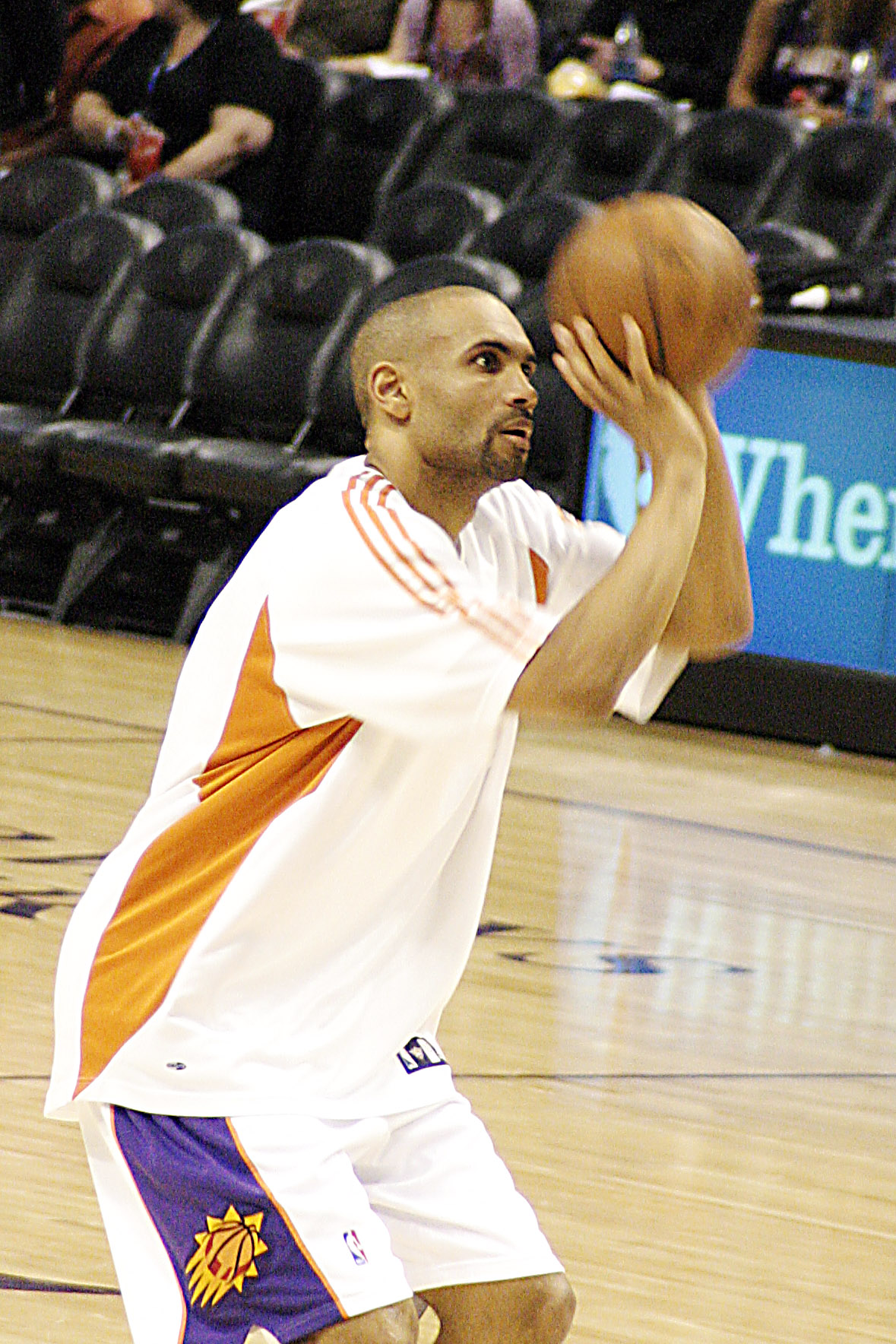
Grant Hill ha ganado tres veces el premio en (2004-05, 2007-08 y 2009-10).

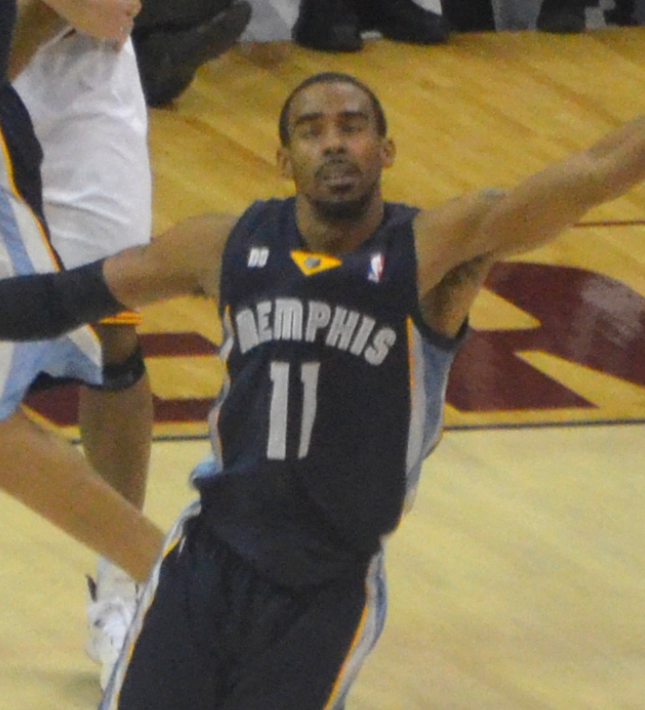
Mike Conley, ganador en cuatro ocasiones.

|     | Jugador activo en la NBA                           |
|     | Elegido en el Basketball Hall of Fame              |
| (#) | Número de veces que el jugador ha ganado el premio |

| Temporada | Jugador              | Posición(es)  | Nacionalidad   | Equipo                  | Referencias |
| --------- | -------------------- | ------------- | -------------- | ----------------------- | ----------- |
| 1995-96   | Joe Dumars           | Escolta       | Estados Unidos | Detroit Pistons         | [ 6 ]       |
| 1996-97   | Terrell Brandon      | Base          | Estados Unidos | Cleveland Cavaliers     | [ 7 ]       |
| 1997-98   | Avery Johnson        | Base          | Estados Unidos | San Antonio Spurs (1)   | [ 8 ]       |
| 1998-99   | Hersey Hawkins       | Escolta       | Estados Unidos | Seattle SuperSonics (1) | [ 9 ]       |
| 1999-00   | Eric Snow            | Base          | Estados Unidos | Philadelphia 76ers      | [ 10 ]      |
| 2000-01   | David Robinson       | Pívot         | Estados Unidos | San Antonio Spurs (2)   | [ 11 ]      |
| 2001-02   | Steve Smith          | Escolta       | Estados Unidos | San Antonio Spurs (3)   | [ 12 ]      |
| 2002-03   | Ray Allen            | Escolta       | Estados Unidos | Seattle SuperSonics (2) | [ 13 ]      |
| 2003-04   | P.J. Brown           | Ala-pívot     | Estados Unidos | New Orleans Hornets     | [ 14 ]      |
| 2004-05   | Grant Hill (1)       | Alero         | Estados Unidos | Orlando Magic           | [ 15 ]      |
| 2005-06   | Elton Brand          | Ala-pívot     | Estados Unidos | Los Angeles Clippers    | [ 16 ]      |
| 2006-07   | Luol Deng            | Alero         | Reino Unido    | Chicago Bulls           | [ 18 ]      |
| 2007-08   | Grant Hill (2)       | Alero         | Estados Unidos | Phoenix Suns (1)        | [ 19 ]      |
| 2008-09   | Chauncey Billups     | Base/Escolta  | Estados Unidos | Denver Nuggets          | [ 20 ]      |
| 2009–10   | Grant Hill (3)       | Alero         | Estados Unidos | Phoenix Suns (2)        | [ 21 ]      |
| 2010–11   | Stephen Curry        | Base          | Estados Unidos | Golden State Warriors   | [ 22 ]      |
| 2011–12   | Jason Kidd (1)       | Base          | Estados Unidos | Dallas Mavericks        | [ 23 ]      |
| 2012–13   | Jason Kidd (2)       | Base          | Estados Unidos | New York Knicks         | [ 24 ]      |
| 2013–14   | Mike Conley, Jr. (1) | Base          | Estados Unidos | Memphis Grizzlies (1)   | [ 25 ]      |
| 2014–15   | Kyle Korver          | Alero         | Estados Unidos | Atlanta Hawks (1)       | [ 26 ]      |
| 2015–16   | Mike Conley, Jr. (2) | Base          | Estados Unidos | Memphis Grizzlies (2)   | [ 27 ]      |
| 2016–17   | Kemba Walker (1)     | Base          | Estados Unidos | Charlotte Hornets (1)   | [ 28 ]      |
| 2017–18   | Kemba Walker (2)     | Base          | Estados Unidos | Charlotte Hornets (2)   | [ 29 ]      |
| 2018–19   | Mike Conley, Jr. (3) | Base          | Estados Unidos | Memphis Grizzlies (3)   | [ 30 ]      |
| 2019–20   | Vince Carter         | Escolta/Alero | Estados Unidos | Atlanta Hawks (2)       | [ 31 ]      |
| 2020–21   | Jrue Holiday         | Base          | Estados Unidos | Milwaukee Bucks         | [ 32 ]      |
| 2021–22   | Patty Mills          | Base          | Australia      | Brooklyn Nets           | [ 33 ]      |
| 2022–23   | Mike Conley, Jr. (4) | Base          | Estados Unidos | Minnesota Timberwolves  | [ 34 ]      |
| 2023–24   | Tyrese Maxey         | Base          | Estados Unidos | Philadelphia 76ers      | [ 35 ]      |
| 2024–25   | Jrue Holiday (2)     | Base          | Estados Unidos | Boston Celtics          | [ 36 ]      |

Notas
1. ↑  Luol Deng nació en Sudán, pero se nacionalizó británico en 2006.[17]

### Más premiados
| # | Jugador      | Equipo(s)                                     | Premios | Temporadas             |
| - | ------------ | --------------------------------------------- | ------- | ---------------------- |
| 1 | Mike Conley  | Memphis Grizzlies (3), Minnesota Timberwolves | 4       | 2014, 2016, 2019, 2023 |
| 2 | Grant Hill   | Orlando Magic, Phoenix Suns (2)               | 3       | 2005, 2008, 2010       |
| 3 | Jason Kidd   | Dallas Mavericks, New York Knicks             | 2       | 2012, 2013             |
| 3 | Kemba Walker | Charlotte Hornets                             | 2       | 2017, 2018             |
| 3 | Jrue Holiday | Milwaukee Bucks, Boston Celtics               | 2       | 2021, 2025             |